# リバ (小惑星)
リバ (2523 Ryba) は小惑星帯の小惑星である。チェコの女性天文学者ズデニカ・ヴァーヴロヴァー (Zdeňka Vávrová) がクレチ天文台 (Hvězdárna Kleť) で発見した。
19世紀初頭に活動したボヘミアの作曲家、ヤクプ・シモン・ヤン・リバから命名された。